# Société Rencesvals
La Société Rencesvals (també anomenada Société Rencesvals pour l'étude des épopées romanes; en català, "Societat Rencesvals per a l'estudi de l'èpica romànica") és una societat científica fundada el 1955 a Pamplona i que té per objectiu promocionar els estudis sobre l'èpica romànica medieval.

## Orígens
La societat es creà a partir de les converses sostingudes entre diversos estudiosos en el decurs del quart congrés de la Société Internationale Arthurienne (Rennes, 1954), entre ells Omer Jodogne i Martí de Riquer, que es comprometé a organitzar un congrés el 1955 a Roncesvalls. A partir d'aquest col·loqui es decidí de fer-ne un segon el 1957 on es constituí formalment la societat. Els membres fundadors foren Rita Lejeune, Omer Jodogne, Jules Horrent, Ramón Menéndez Pidal, José María Lacarra, Martí de Riquer, Jean Frappier, Pierre Le Gentil, René Louis, Duncan McMillan, Angelo Monteverdi, Aurelio Roncaglia, Ruggero Ruggieri, André Burger.

## Activitats de la societat
La societat té la seu a Bèlgica. Per a la difusió dels estudis sobre l'èpica romànica publica un Bulletin bibliographique des de 1958; primer de publicació més irregular i, des de 1978, de publicació anual. Des de 1959, la societat organitza congressos cada tres anys.
- Col·loqui a Lieja (setembre 1957)
- Primer Congrés Internacional de la Societat (Poitiers 1959)
- Segon Congrés (Venècia 1961)
- Tercer Congrés (Barcelona 1964)
- Quart Congrés (1967)
- Cinquè Congrés (Oxford 1970)
- Sisè Congrés (Ais de Porvença 1973)
- Setè Congrés (Lieja 1976)
- Vuitè Congrés (Pamplona agost 1978; avançat un any en commemoració del 1200 aniversari de la batalla de Roncesvalls del 778)
- Novè Congrés (Padua Venècia 1982)
- Desè Congrés (Estrasburg 1985)
- Onzè Congrés (Barcelona 1988)
- Dotzè Congrés (Edimburg 1991)
- Tretzè Congrés (Gröningen 1994)
- Catorzè Congrés (Nàpols 1997)
- Quinzè Congrés (Poitiers 2000)
- Setzè Congrés (Granada 2003)
- Col·loqui a Lieja en commemoració del 50è aniversari de la Societat, 2005
- Dissetè Congrés (Storrs (Connecticut), 2006)
- Divuitè Congrés (Ginebra 2009)
- Dinovè Congrés (Oxford 2012)
- Vintè Congrés (Roma 2015)

El vint-i-unè congrés serà a Toronto el 2018.
Les seccions nacionals de la societat també organitzen col·loquis locals.